# Dietă

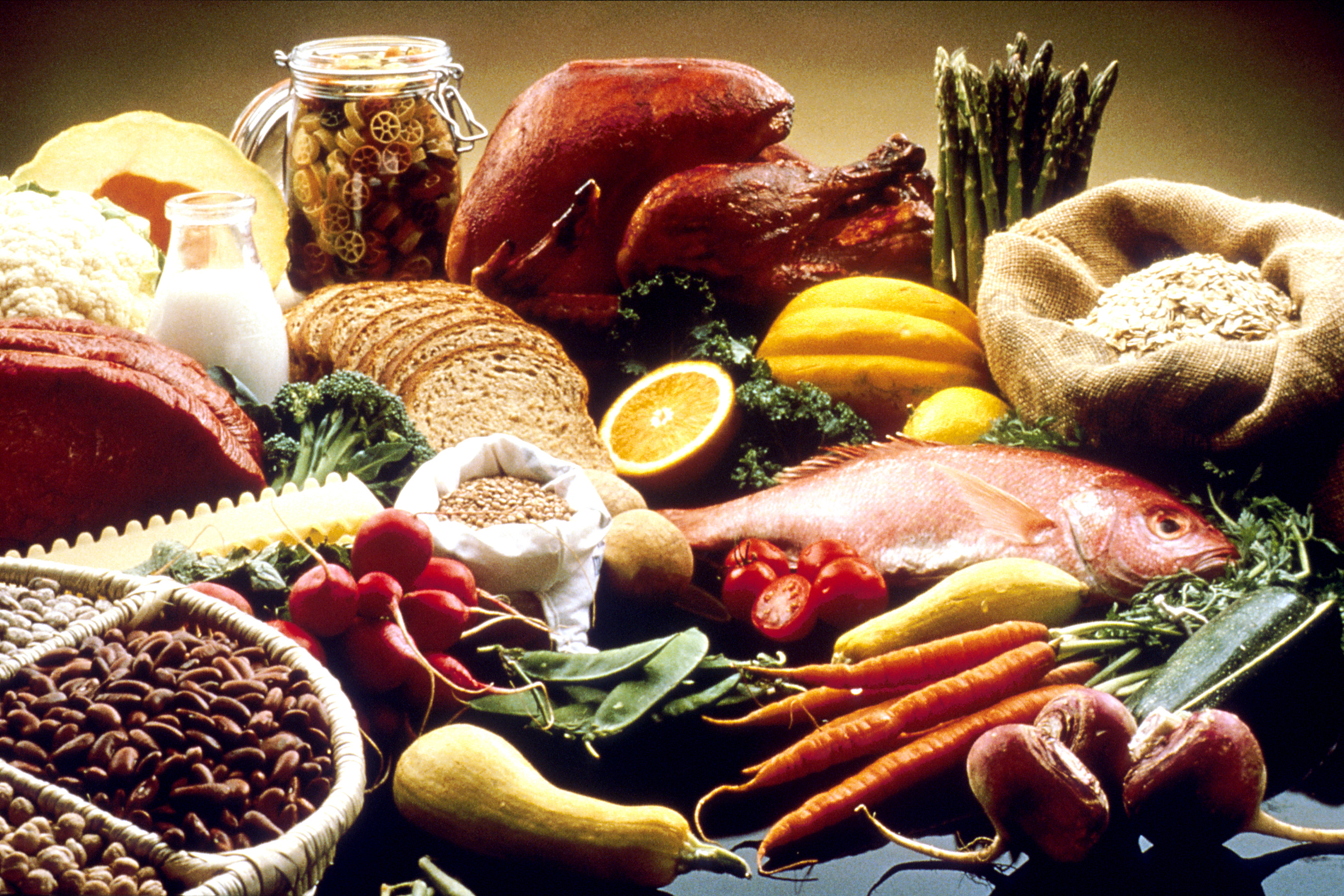
Această imagine arată o afișare a alimentelor sănătoase pe o masă. Alimentele includ fasole, cereale, conopidă, cantelopă, paste, pâine, portocală, curcan, somon, morcovi, napi, dovlecei, mazăre, fasole, ridichi, sparanghel, carne de vită slabă, roșii și cartofi.

În nutriție, dieta este suma alimentelor consumate de o persoană sau de alt organism. Cuvântul dietă implică adesea utilizarea unui aport specific de nutriție din motive de sănătate sau de gestionare a greutății (cele două fiind adesea legate). Deși oamenii sunt omnivori, fiecare cultură și fiecare persoană deține unele preferințe alimentare sau unele tabuuri alimentare. Acest lucru se poate datora gusturilor personale sau motivelor etice, iar alegerile dietetice individuale pot fi mai mult sau mai puțin sănătoase.
Nutriția completă necesită ingestia și absorbția vitaminelor, mineralelor, aminoacizilor esențiali din proteine și acizi grași esențiali din alimentele care conțin grăsimi, precum și energia alimentară sub formă de carbohidrați, proteine și grăsimi. Obiceiurile și alegerile dietetice joacă un rol esențial în calitatea vieții, sănătatea și longevitatea.
Cuvântul „dietă” provine din grecescul δίαιτα (diaita), care desemna un mod general de viață sănătos, ce includea atât sănătatea fizică, cât și pe cea mintală, și nu doar un regim de slăbire restrâns.

## Dietă sănătoasă
Dieta sănătoasă este o dietă care menține sau îmbunătățește starea generală de sănătate. O astfel de dietă furnizează organismului nutrienții esențiali: lichide, macronutrienți precum proteinele, micronutrienți precum vitaminele, precum și fibre și energie alimentară adecvate.
O dietă sănătoasă poate include fructe, legume și cereale integrale și poate conține puține sau deloc alimente ultraprocesate ori băuturi îndulcite. Cerințele pentru o dietă sănătoasă pot fi îndeplinite atât din alimente de origine vegetală, cât și animală, deși persoanele care urmează o dietă vegană au nevoie de surse suplimentare de vitamina B12. Diverse ghiduri nutriționale sunt publicate de instituții medicale și guvernamentale pentru a educa populația cu privire la ceea ce ar trebui să consume pentru a-și menține sănătatea. În unele țări, etichetele cu informații nutriționale sunt obligatorii pentru a permite consumatorilor să compare alimentele în funcție de componentele relevante pentru sănătate.
În anul 2023, se estimează că 40% din populația lumii nu își permitea o dietă sănătoasă.
Organizația Mondială a Sănătății și Organizația pentru Alimentație și Agricultură au formulat patru principii de bază care definesc ce înseamnă o dietă sănătoasă. Potrivit acestor organizații, dietele sănătoase sunt:
- Adecvate, deoarece satisfac, fără a depăși, nevoile organismului de energie și nutrienți esențiali necesari pentru toate funcțiile corporale.
- Diverse, deoarece includ o varietate de alimente hrănitoare din diferite grupe alimentare, pentru a asigura toți nutrienții necesari organismului.
- Echilibrate, deoarece furnizează energie din cele trei surse principale (proteine, grăsimi și carbohidrați) într-un mod echilibrat, susținând greutatea sănătoasă, creșterea și activitatea, și prevenind bolile.
- Moderate, deoarece includ doar cantități mici (sau deloc) de alimente care pot avea un impact negativ asupra sănătății, cum ar fi cele cu conținut ridicat de sare sau zahăr.[5]

### Recomandările Organizației Mondiale a Sănătății
Organizația Mondială a Sănătății face următoarele cinci recomandări:
- Mențineți o greutate corporală sănătoasă, consumând aproximativ același număr de calorii pe care corpul le folosește.
- Limitați aportul de grăsimi la cel mult 30% din aportul caloric total, preferând grăsimile nesaturate în locul celor saturate. Evitați grăsimile trans.
- Consumați cel puțin 400 de grame de fructe și legume pe zi (cu excepția cartofilor, cartofilor dulci, maniocului și altor rădăcini amidonoase). O dietă sănătoasă include leguminoase (de exemplu linte, fasole), cereale integrale și nuci.
- Limitați aportul de zaharuri simple la mai puțin de 10% din aportul caloric zilnic (sub 5% din calorii sau 25 de grame ar putea fi și mai benefic).
- Limitați consumul de sare/sodiu din toate sursele și asigurați-vă că sarea este iodată. Mai puțin de 5 grame de sare pe zi pot reduce riscul bolilor cardiovasculare.

Alte recomandări ale OMS includ:
- asigurarea faptului că alimentele alese conțin suficiente vitamine și anumiți minerali;
- evitarea substanțelor direct toxice (de exemplu, metale grele) și a celor cancerigene (de exemplu, benzen);
- evitarea alimentelor contaminate cu agenți patogeni umani (de exemplu, E. coli, ouă de tenie);

### Diabet
O dietă sănătoasă, combinată cu activitate fizică, poate ajuta persoanele cu diabet să-și mențină glicemia sub control. Centrul pentru Controlul și Prevenirea Bolilor din SUA (CDC) recomandă persoanelor cu diabet să își planifice mese regulate și echilibrate, să includă mai multe legume fără amidon, să reducă zaharurile adăugate și cerealele rafinate, și să se concentreze pe alimente integrale, în locul celor ultraprocesate. În general, persoanele cu diabet sau cu risc de a dezvolta boala sunt încurajate să își crească aportul de fibre.

### Hipertensiune arterială
O dietă săracă în sodiu este benefică pentru persoanele cu tensiune arterială crescută. O analiză Cochrane din 2008 a concluzionat că o dietă cu conținut scăzut de sodiu pe termen lung (mai mult de patru săptămâni) scade tensiunea arterială atât la persoanele cu hipertensiune, cât și la cele cu tensiune normală.
Dieta DASH („Abordări Dietetice pentru Stoparea Hipertensiunii”) este o dietă promovată pentru controlul hipertensiunii arteriale. O caracteristică principală a acestei diete este limitarea consumului de sodiu, dar și încurajarea consumului de nuci, cereale integrale, pește, carne de pasăre, fructe și legume, reducând în același timp consumul de carne roșie, dulciuri și zahăr.
Dieta mediteraneană, care implică limitarea consumului de carne roșie și utilizarea uleiului de măsline în gătit, a demonstrat, de asemenea, beneficii pentru sănătatea cardiovasculară.

### Obezitate
Se estimează că peste 675 de milioane de adulți sunt obezi. Dietele sănătoase, în combinație cu exercițiile fizice, pot fi folosite de persoanele supraponderale sau obeze pentru a pierde în greutate. Cu toate acestea, această abordare nu este o metodă eficientă pe termen lung de tratare a obezității, fiind eficientă în principal pe termen scurt (până la un an), după care o parte din greutatea pierdută este de obicei recuperată.
O meta-analiză nu a găsit diferențe semnificative între tipurile de dietă (săracă în grăsimi, săracă în carbohidrați sau cu conținut scăzut de calorii), observându-se o pierdere în greutate de 2–4 kilograme. Acest nivel de pierdere în greutate nu este suficient pentru a trece o persoană din categoria de indice de masă corporală (IMC) „obez” în cea „normală”.

### Tulburări legate de gluten
Glutenul, un amestec de proteine care se găsește în grâu și cerealele înrudite, precum orzul, secara, ovăzul și toate speciile și hibrizii acestora (precum spelta și triticalele), provoacă probleme de sănătate la persoanele cu tulburări asociate glutenului. Acestea includ boala celiacă, sensibilitatea non-celiacă la gluten, ataxia indusă de gluten, dermatita herpetiformă și alergia la grâu. Pentru aceste persoane, dieta fără gluten este singurul tratament disponibil.

### Epilepsie
Dieta ketogenică este un regim alimentar bogat în grăsimi, moderat în proteine și foarte sărac în carbohidrați, conceput pentru a determina organismul să intre într-o stare metabolică numită cetoză. În această stare, corpul folosește grăsimea ca principală sursă de energie în locul glucozei provenite din carbohidrați.
Această dietă este folosită în special ca tratament adjuvant pentru epilepsie, mai ales în formele rezistente la medicamente. Pe lângă epilepsie, dieta ketogenică este investigată și în alte domenii medicale, inclusiv în tratamentul obezității, diabetului de tip 2, afecțiunilor neurologice și chiar al anumitor tipuri de cancer. Cu toate acestea, utilizarea sa în afara contextului epileptic necesită prudență și ghidare de specialitate, deoarece implică restricții alimentare stricte și potențiale efecte secundare, cum ar fi dezechilibrele electrolitice sau problemele gastrointestinale.

## Tipuri de diete

### Dieta săracă în grăsimi
Aceste diete reduc procentul de grăsime din alimentație. Aportul caloric scade pentru că se consumă mai puține grăsimi. Unele studii au arătat că aceste diete pot duce la o pierdere medie de greutate de aproximativ 3,2 kg într-o perioadă de câteva luni. O dietă vegetală, cu conținut scăzut de grăsimi, poate ajuta la controlul greutății, glicemiei și sănătății cardiovasculare.

### Dietă săracă în carbohidrați

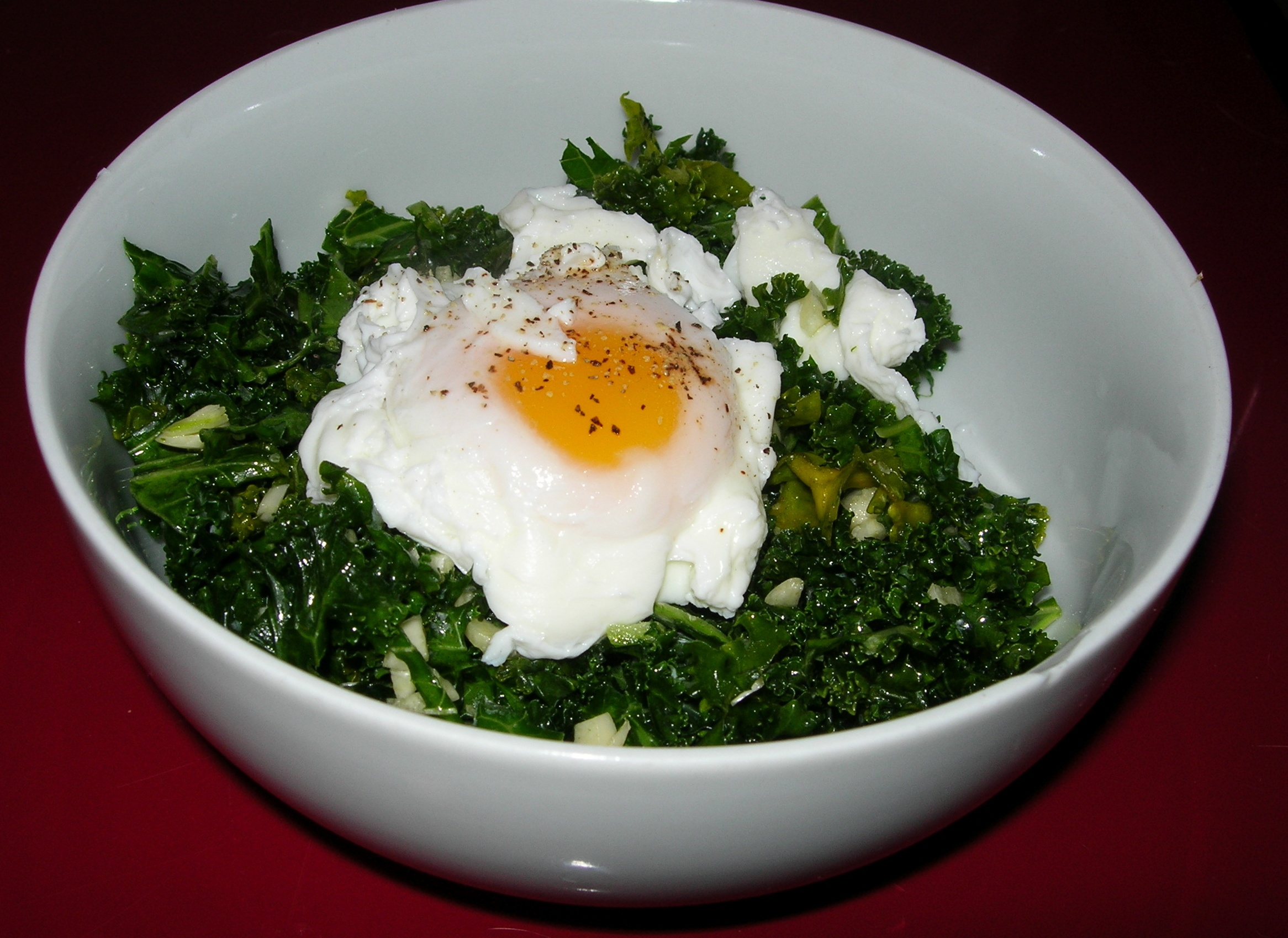
Un exemplu de fel de mâncare cu conținut scăzut de carbohidrați, varză gătită și ouă

Aceste diete restricționează carbohidrații (zahăr, pâine, paste), favorizând alimente bogate în grăsimi și proteine (carne, ouă, brânzeturi, nuci) și legume cu puțini carbohidrați (spanac). În general, nu s-au găsit beneficii semnificative pentru sănătate, în afară de pierderea în greutate, care este comparabilă cu alte diete, fiind determinată mai ales de restricția calorică și aderență. O variantă a acestei diete este dieta ketogenică, concepută inițial ca tratament pentru epilepsie.

### Dieta hipocalorică
Aceste diete reduc aportul zilnic cu 500–1000 de calorii, ceea ce poate duce la o pierdere săptămânală de 0,5–1 kg. Femeile ar trebui să consume minimum 1.000 kcal/zi, iar bărbații aproximativ 1.200 kcal/zi, ajustate în funcție de vârstă și greutate.

### Postul

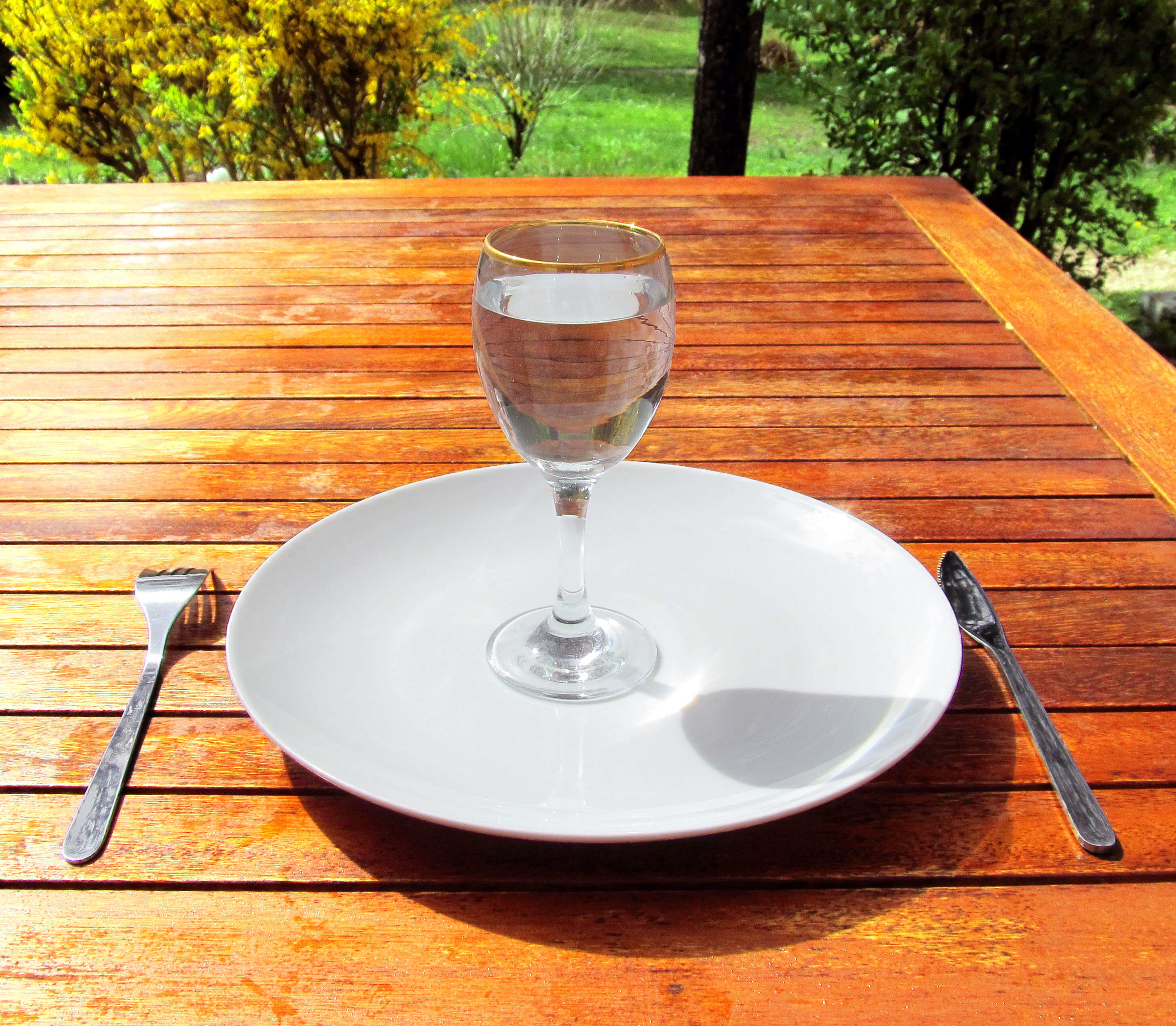
Un pahar de apă pe o farfurie goală

Postul presupune prelungirea intenționată a intervalului dintre mese. Postul prelungit (zile consecutive) poate fi periculos din cauza riscului de malnutriție. Când rezervele de glicogen se epuizează, corpul produce cetone din grăsimi pentru a alimenta creierul și începe să descompună proteine pentru energie. Postul prelungit poate duce la pierderea masei musculare, de aceea sunt preferate formele de post intermitent sau pe termen scurt.

### Diete prin excludere
Dietele pe bază de plante cuprind dietele vegetariene și vegane. Pot exclude complet produsele de origine animală sau se pot baza doar pe legume, fructe, nuci, semințe, leguminoase și cereale germinate. Pot duce la deficiențe de proteine, fier, zinc, calciu, vitaminele D și B12, motiv pentru care necesită planificare atentă și, uneori, suplimente. Sunt eficiente pe termen scurt pentru controlul greutății, dar eficiența pe termen lung este mai puțin susținută de dovezi.
Dieta Paleo promovează alimentele presupus disponibile în epoca paleolitică: carne, ouă, nuci, fructe și legume proaspete. Este bogată în proteine, cu un aport moderat de grăsimi și carbohidrați. Poate avea unele beneficii pentru sănătate și slăbire, dar prezintă riscuri de deficiențe, în special de vitamina D, calciu și iod.
Dieta mediteraneană se bazează pe consumul ridicat de legume, fructe, leguminoase, cereale integrale, pește, ulei de măsline și nuci. Carnea roșie, lactatele și alcoolul se consumă cu moderație. Este asociată cu pierdere în greutate și beneficii metabolice, atât pe termen scurt, cât și lung.
Dieta detox promite eliminarea „toxinelor” din organism. Multe diete se bazează pe sucuri, ierburi sau legume hipocalorice. Pot duce la pierdere rapidă de greutate (din cauza restricției calorice), dar urmată frecvent de recăpătarea kilogramelor.

### Diete sustenabile

Toate tipurile de carne, dar mai ales mielul și carnea de vită, generează de câteva ori mai multe emisii de gaze cu efect de seră în producția lor decât alimentele pe bază de plante.

Aceste diete se concentrează pe reducerea impactului asupra mediului, nu doar pe sănătatea individului. Exemplul „One Blue Dot” propune:
- Reducerea consumului de carne la 70g/zi.
- Prioritizarea proteinelor vegetale.
- Consumul de pește din surse durabile.
- Reducerea lactatelor.
- Promovarea cerealelor integrale.
- Consum local, sezonier de legume și fructe.
- Limitarea alimentelor bogate în grăsimi, zahăr și sare.
- Apa de la robinet și ceai/cafea fără zahăr, ca băuturi de bază.
- Reducerea risipei alimentare.[25]

## Tabel de clasificare a dietelor
| Tip de aliment                      | Omnivor | Carnivor | Pescetarian | Polotarian | Semi-vegetarian | Vegetarian | Vegan | Fructarian | Paleo | Ketogenică | Evreiesc (kașer) | Islamic (halal) | Hindus | Jainist |
| ----------------------------------- | ------- | -------- | ----------- | ---------- | --------------- | ---------- | ----- | ---------- | ----- | ---------- | ---------------- | --------------- | ------ | ------- |
| Băuturi alcoolice                   | Da      | Nu       | Da          | Da         | Da              | Da         | Da    | Nu         | Nu    | Poate      | Poate            | Nu              | Poate  | Nu      |
| Fructe                              | Da      | Nu       | Da          | Da         | Da              | Da         | Da    | Da         | Da    | Nu         | Da               | Da              | Da     | Poate   |
| Fructe de pădure                    | Da      | Nu       | Da          | Da         | Da              | Da         | Da    | Da         | Da    | Poate      | Da               | Da              | Da     | Da      |
| Legume                              | Da      | Nu       | Da          | Da         | Da              | Da         | Da    | Nu         | Da    | Da         | Da               | Da              | Da     | Da      |
| Frunze comestibile                  | Da      | Nu       | Da          | Da         | Da              | Da         | Da    | Nu         | Da    | Da         | Da               | Da              | Da     | Poate   |
| Leguminoase (fasole, linte etc.)    | Da      | Nu       | Da          | Da         | Da              | Da         | Da    | Poate      | Nu    | Nu         | Da               | Da              | Da     | Da      |
| Nuci și semințe                     | Da      | Nu       | Da          | Da         | Da              | Da         | Da    | Poate      | Da    | Poate      | Da               | Da              | Da     | Poate   |
| Rădăcinoase și tuberculi            | Da      | Nu       | Da          | Da         | Da              | Da         | Da    | Nu         | Poate | Nu         | Da               | Da              | Da     | Poate   |
| Cereale și pseudocereale            | Da      | Nu       | Da          | Da         | Da              | Da         | Da    | Poate      | Nu    | Nu         | Da               | Da              | Da     | Da      |
| Miere                               | Da      | Nu       | Da          | Da         | Da              | Da         | Nu    | Nu         | Da    | Nu         | Da               | Da              | Da     | Nu      |
| Produse lactate                     | Da      | Poate    | Poate       | Poate      | Poate           | Poate      | Nu    | Nu         | Nu    | Poate      | Da               | Da              | Da     | Da      |
| Ouă                                 | Da      | Da       | Poate       | Da         | Poate           | Poate      | Nu    | Nu         | Da    | Da         | Da               | Da              | Poate  | Nu      |
| Insecte comestibile                 | Da      | Da       | Nu          | Nu         | Câteodată       | Nu         | Nu    | Nu         | Da    | Da         | Nu               | Nu              | Poate  | Nu      |
| Fructe de mare (crustacee, moluște) | Da      | Da       | Da          | Nu         | Câteodată       | Nu         | Nu    | Nu         | Da    | Da         | Nu               | Poate           | Poate  | Nu      |
| Pește                               | Da      | Da       | Da          | Nu         | Câteodată       | Nu         | Nu    | Nu         | Da    | Da         | Da               | Da              | Poate  | Nu      |
| Carne de pasăre                     | Da      | Da       | Nu          | Da         | Câteodată       | Nu         | Nu    | Nu         | Da    | Da         | Da               | Da              | Poate  | Nu      |
| Carne de miel și oaie               | Da      | Da       | Nu          | Nu         | Câteodată       | Nu         | Nu    | Nu         | Da    | Da         | Da               | Da              | Poate  | Nu      |
| Carne de vânat                      | Da      | Da       | Nu          | Nu         | Câteodată       | Nu         | Nu    | Nu         | Da    | Da         | Da               | Da              | Poate  | Nu      |
| Carne de porc                       | Da      | Da       | Nu          | Nu         | Câteodată       | Nu         | Nu    | Nu         | Da    | Da         | Nu               | Nu              | Poate  | Nu      |
| Carne de vită                       | Da      | Da       | Nu          | Nu         | Câteodată       | Nu         | Nu    | Nu         | Da    | Da         | Da               | Da              | Poate  | Nu      |

## Istoric

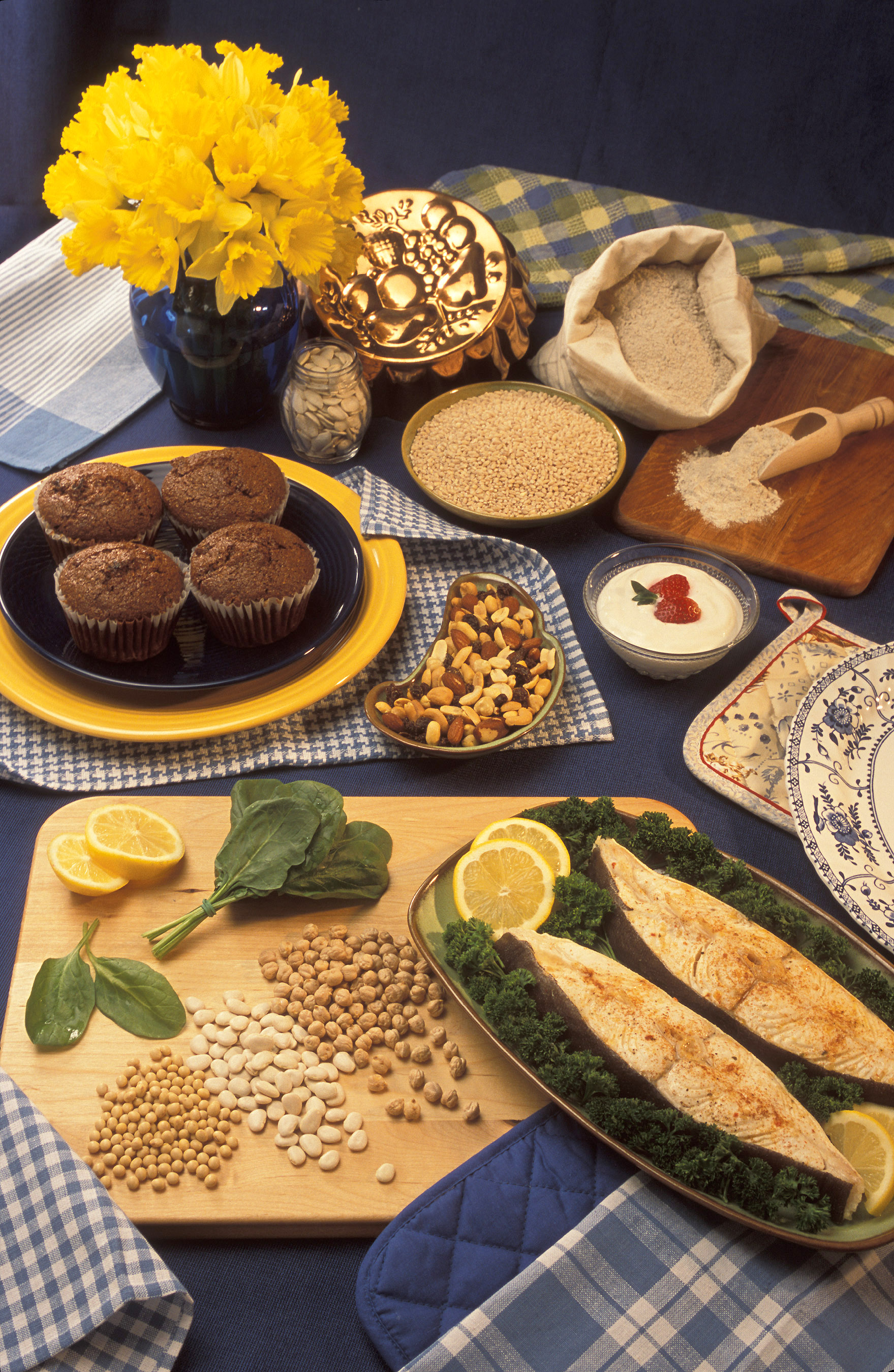
O selecție de mâncăruri diferite consumate de om; de notat este faptul că dieta unei persoane variază de la om la om

### Schimbarea dietei înPaleolitic
Potrivit ultimelor studii, transformările biologice care au dus la apariția lui Homo erectus, foarte posibil precursorul oamenilor moderni, au fost generate de adoptarea unei diete. Mai precis, un regim alimentar centrat pe consumul de carne și de rădăcinoase a luat locul, acum 1,9 mil. ani,  alimentației bazate pe fructe caracteristică primilor hominizi. Modificările biologice și sociale generate de adoptarea acestei diete au dus la apariția primilor oameni în adevăratul sens al cuvântului, introducerea cărnii ca element preponderent în alimentație fiind factorul decisiv. Conform arheologului Loren Cordain, o promotoare a așa-numitei paleodiete „originile noastre – începutul efectiv al speciei umane – pot fi identificate cu schimbările fundamentale în dieta primilor noștri strămoși care au făcut posibilă evoluția creierelor noastre de mari dimensiuni.” Tendința evolutivă către dezvoltarea unui creier mai puternic și de dimensiuni mai mari a fost condiționată, spun antropologii, de trecerea la o dietă superioară calitativ care să ofere energia necesară.
Unii nutriționiști sunt de părere că această tranziție alimentară din perioada paleolitică este și la originea problemelor de greutate comune în zilele noastre. „Corpurile noastre au mai multe sisteme care să ne permită să luăm în greutate decât să pierdem kilograme. Din punct de vedere istoric, acest lucru ne-a fost extrem de util. [...] Strămoșii noștri au supraviețuit acumulând kilograme și stocând masă corporală pentru a supraviețui perioadelor de foamete. Trupurile noastre au păstrat însă această tendință spre acumularea de grăsime și în zilele noastre, când ea poate fi cu greu învinsă prin puterea voinței”. De vină pentru larga răspândire a obezității și a problemelor de sănătate cauzate de excesul de kilograme ar fi deci faptul că dieta strămoșilor noștri, ce nu descoperiseră încă agricultura, rămânând în stadiul de vânători-culegători, era bazată în proporție de peste 50% pe carne și pește. În schimb, cerealele, produsele lactate, zaharurile rafinate, uleiurile vegetale ori alcoolul lipseau complet din alimentație, la fel ca și carnea provenită de la animale domesticite, introdusă în dietă abia acum zece milenii. Introducerea tuturor acestor elemente într-o dietă care până atunci acoperea perfect necesarul de energie fără a avea efecte secundare nedorite ar fi cauzat tulburările de greutate și de sănătate ce afectează omul contemporan.
Efectele regimului alimentar specific primilor hominizi din paleolitic rămân în continuare controversate: adepții paleodietei susțin că ea ar avea chiar valoare terapeutică în tratarea unor boli cronice (osteoporoză, hipertensiune și alte boli cardiovasculare, litiază renală ș.a.m.d.), în vreme ce adversarii săi spun că de fapt această dietă era deficitară iar procurarea ei, mult prea dificilă, ceea ce a condus în final la transformarea vânătorilor-culegători în agricultori, carbohidrații fiind o sursă mai eficientă de energie. Un consens există însă asupra faptului că, deși dieta din paleolitic ar putea fi imposibil de reprodus în detaliu, fie din cauza limitelor cunoștințelor noastre, fie ca urmare a modificărilor faunei și florei, tranziția de la un regim alimentar bazat pe fructe la unul carnivor a fost factorul determinant în evoluția primilor oameni.

## Alimentația modernă
Modul actual de hrănire devine tot mai mult axat pe alimente prelucrate industrial, semipreparate, conservate, cu adaos de îndulcitori, aromatizanți, coloranți, conservanți, amelioratori de gust etc. Acest tip de alimentație se impune mai ales în zonele urbane în defavoarea alimentelor cu adevărat naturale și a celor valoroase pentru sănătate.
Câteva din caracteristicile alimentației moderne:
- pâinea integrală și terciurile de cereale au fost gradat înlocuite cu produsele din făină albă;
- consumul de proteine și grăsimi animale a crescut în defavoarea consumului de legume și fructe;
- sarea este utilizată în cantități mari, uneori în exces, mai ales în semipreparate sau în produsele de tip snacks;
- dulciurile cu zahăr sau îndulcitori artificiali sunt folosite în cantități considerabile, atât în cazul copiilor cât și al persoanelor adulte;

## Alimente cu efecte nocive
Anumite alimente și principii alimentare sunt recomandate a fi consumate în mod moderat, abuzul fiind dăunător sănătății:
- zahărul suprasolicită pancreasul crescând necesarul de insulină al organismului. Favorizează sinteza crescută de grăsimi, care se depun în țesutul adipos. Este considerat un factor important în instalarea aterosclerozei, obezității, diabetului zaharat, a cariilor dentare.
- alcoolul este considerat marele inamic al stării de sănătate și un factor de risc într-un mare număr de boli, în special cele ce afectează inima, ficatul, stomacul și sistemul nervos.